# Hélène d'Anjou
Hélène Nemanjić (en serbe : sveta Jelena Anžujska et en français : sainte Hélène « d'Anjou » (née vers 1237 et morte le 8 février 1314), reine de Serbie (Rascie et Zeta (1250-1314), est fêtée le 30 octobre (les Serbes commémorent cette date selon le calendrier julien le 12 novembre).
Elle a été canonisée par l'Église orthodoxe.

## Son identité et ses parents

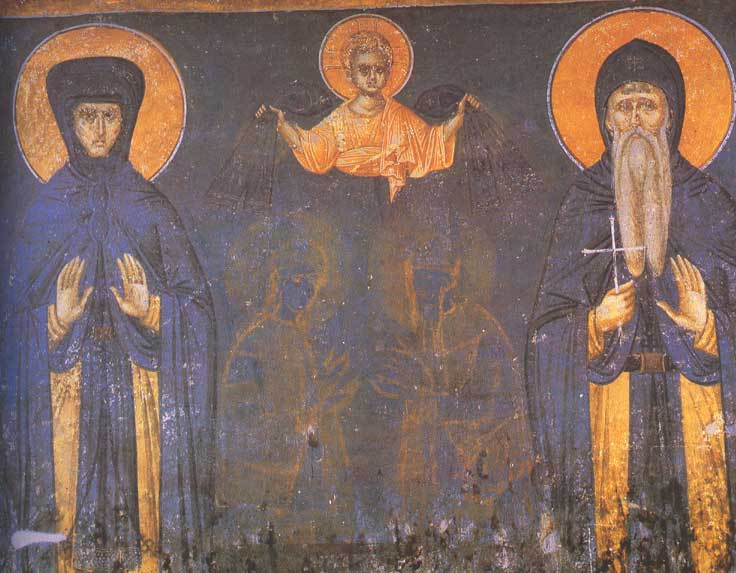
La reine Hélène d'Anjou et son fils Stefan Uroš II Milutin, fresque du monastère de Gračanica, 1321.

L'identité d'Hélène a longtemps été un sujet d'étude, voire de spéculation, elle fut longtemps considérée comme la fille de Baudouin II de Courtenay, empereur latin de Constantinople.
Hélène avait une sœur, Maria, mariée en 1254 avec Anselme (ou Ancelin) de Chaurs (mort en 1273), le commandant général de Charles Ier d'Anjou puis gouverneur de l'Albanie : les rois Charles Ier d'Anjou et Charles II d'Anjou mentionnent plusieurs fois les sœurs « Jelena & Maria de Chau » en les qualifiant de « consanguinea nostra (= notre cousine), cognata nostra (= notre cousine), affinis nostra [= nos cousines (par alliance)]. »
Comme l'épouse d'Anselme de Chaux est la fille de Ioannes Kaloioannes Angelos, duc de Syrmie et comte de Kovin, et de Mathilde de Vianden, on considère qu'Hélène d'Anjou est issue du même couple. Ioannes Kaloioannes Angelos est le fils de l'empereur Isaac II Ange et de Marguerite de Hongrie (fille de Béla III de Hongrie), tandis que Mathilde de Vianden est la fille d'Henri Ier, comte de Vianden, et de Marguerite de Courtenay-Namur, sœur de Baudouin II de Courtenay, empereur de Constantinople.

## Son mariage et sa descendance
Hélène fut mariée vers 1245-1250 à Stefan IV Uroš Ier (mort en 1280), roi de Serbie de 1243 à 1276. À l'origine catholique elle adopte les rites et la foi orthodoxe et elle jouit en Serbie d'une grande réputation de sainteté et l'Église orthodoxe l'a canonisée.
Elle avait deux fils :
- Stefan Dragutin (mort en 1316), roi de Serbie de 1276 à 1282, Théoctiste dans la vie monastique.
- Stefan Uroš II Milutin (1253-1321), roi de Serbie de 1282 à 1321.

Sa fille Bérénice (Brnjica) meurt jeune.
La reine Hélène (Jelena, prononcer Yèlèna) sut se montrer à la fois douce et ferme. Elle se consacra à des œuvres de piété, en particulier lorsque son mari fut écarté de la couronne pour devenir moine sous le nom de Siméon. Elle protégeait les orphelins, instruisait les jeunes filles et les mariait. Elle s'appliquait à la prière et bâtit 5 monastères dont un orthodoxe.
L'archevêque Danilo II, son biographe, la décrit comme une femme « lucide, très pieuse, bienveillante et à la vie exemplaire ».

## Sa profession monastique
À la suite du départ de son mari du trône et à sa mort, Hélène d'Anjou se consacre à des œuvres pieuses. Elle fonde notamment une école pour filles de familles pauvres, un refuge pour les nécessiteux et plusieurs monastères, dont celui de Gradac où elle désire se faire enterrer à sa mort.
Vers 1300, à la fin de sa vie, la reine prit l'habit monastique au monastère de Saint Nikola peut-être à Scutari (Shkodër), alors ville serbe, et reçut le nom d'Élisabeth (Jelisaveta). Elle fut inhumée en son monastère de Gradac, près de sa fille, mais le corps de la reine a disparu depuis.
Elle a été canonisée par l'Église orthodoxe et est fêtée le 12 novembre (30 octobre avec le calendrier julien). Elle jouit encore aujourd'hui en Serbie d'une grande réputation.
Un roman raconte son histoire : Hélène, éditions l'Âge d'Homme, Lausanne 2004.